# Panzergruppe 4
Panzergruppe 4 var ett tyskt förband av arméstorlek under andra världskriget vilket spelade en stor roll i operation Barbarossa. Den sattes upp den 17 februari 1941 från XVI. Armeekorps. Ombildades till 4. Panzerarmee den 1 januari 1942.

## Barbarossa
Pansargruppen deltog i den inledande delen av anfallet på Sovjetunionen som en del av armégrupp Nord.

### Organisation
Organisation den 27 juni 1941:
- XXXXI. Armeekorps
- LVI. Armeekorps

## Moskva
Inför anfallet mot Moskva så överfördes pansargruppen till armégrupp Mitte.

### Organisation
Organisation den 4 december 1941:
- V. Armeekorps
- XXXXVI. Armeekorps
- XXXX. Armeekorps
- IX. Armeekorps
- VII. Armeekorps

## Ledning

### Befälhavare
- Generaloberst Erich Hoepner   17 februari 1941 - 1 januari 1942

### Stabschef
- Oberst Walter Chales de Beaulieu  17 februari 1941 - 1 januari 1942

### Operationschef (Ia)
- Major Joachim von Schön-Angerer   17 februari 1941 - 1 januari 1942